# Manuel Pardo
Manuel Pardo (Lima; 1834 — Lima; 1878) foi um político e Presidente do Peru de 2 de Agosto de 1872 a 2 de Agosto de 1876.
Alcaide de Lima (1869-1870).